# 中華人民共和國能源

中国主要能源的生产和消费，从1980年至2011年。

中華人民共和國能源消耗占全球能源消费的26.5%，是全球能源消费最多的国家，预计到2035年将占全球能源消费量的25%。2021年，中国煤炭消费量占能源消费总量的56.0%，天然气、水电、核电、风电等清洁能源消费量占全国能源消费总量的25.5%。中国工业占GDP将近50%，使用了近70%的能源。

## 能源政策
截至2016年5月，中华人民共和国战略石油储备大致相当于50天的进口量，而今后的目标是至少达到90天。
西電東送不但可以舒緩東部缺電的狀況，還可以充分利用西部地區的天然資源，進而促進西部地區的發展。
近年來，隨著產業佈局的調整和節能技術的發展，中國電力強度重心不斷向西移動，從1985年的112.8°E左右西移至2014年的108.6°E左右。

## 能源结构
中國能源结构中，煤炭为主，水力发电也有一定比重。

### 煤炭

中国煤炭分布

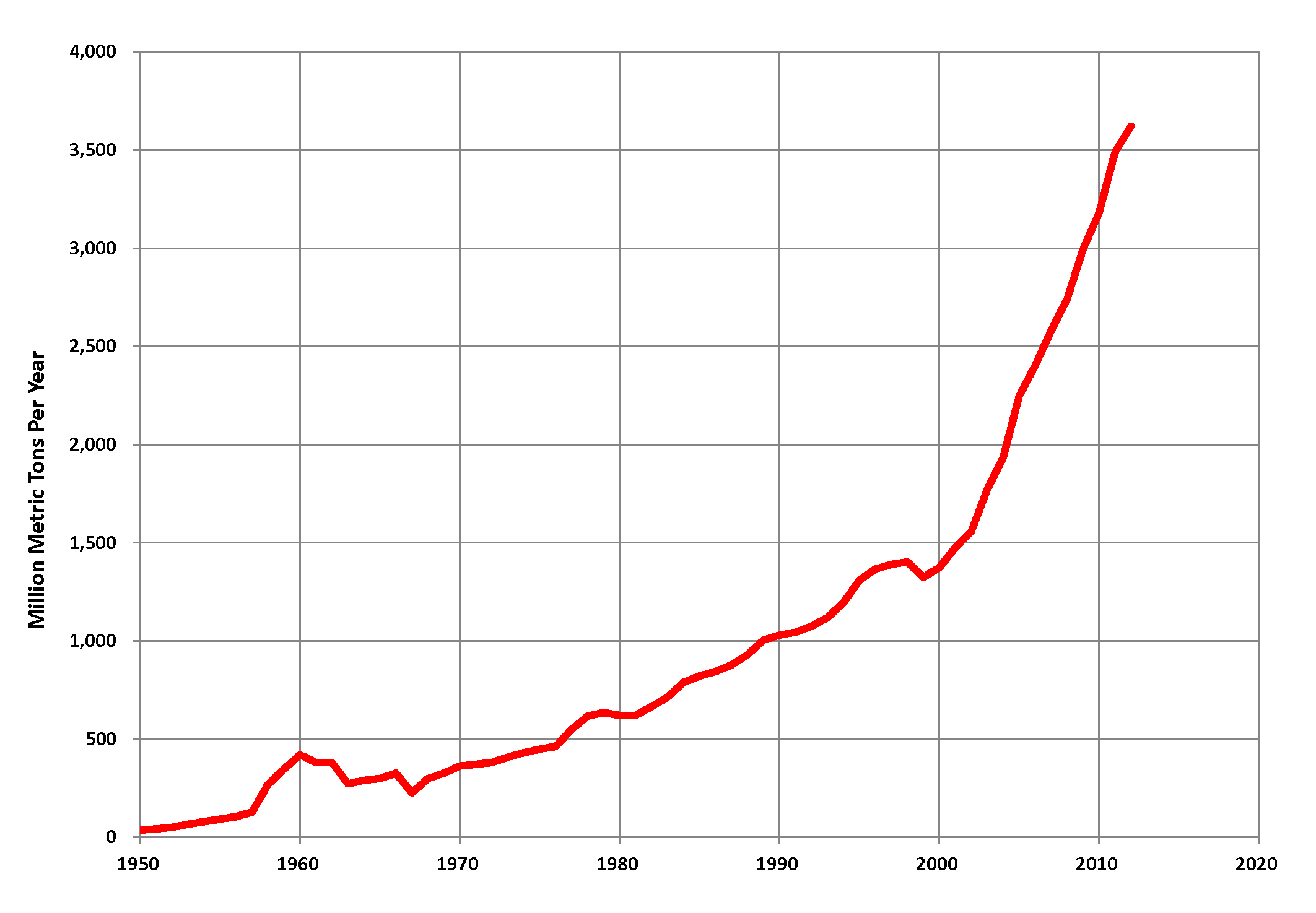
1950-2015中國煤礦產量

中国煤炭产量、消费量均为世界第一，并且遥遥领先于其它国家的总和。
| 名次 | 省/區  | 產量（萬噸） |
| ---- | ------ | ------------ |
| 1    | 内蒙古 | 106194.31    |
| 2    | 山西省 | 91393.36     |
| 3    | 陕西省 | 42749.71     |
| 4    | 贵州省 | 18107.05     |
| 5    | 河南省 | 14724.01     |
| 6    | 安徽省 | 14713.76     |
| 7    | 山东省 | 14500.73     |
| 8    | 新疆区 | 13918.65     |
| 9    | 云南省 | 10384.72     |
| 10   | 河北省 | 9206.79      |

### 石油天然气

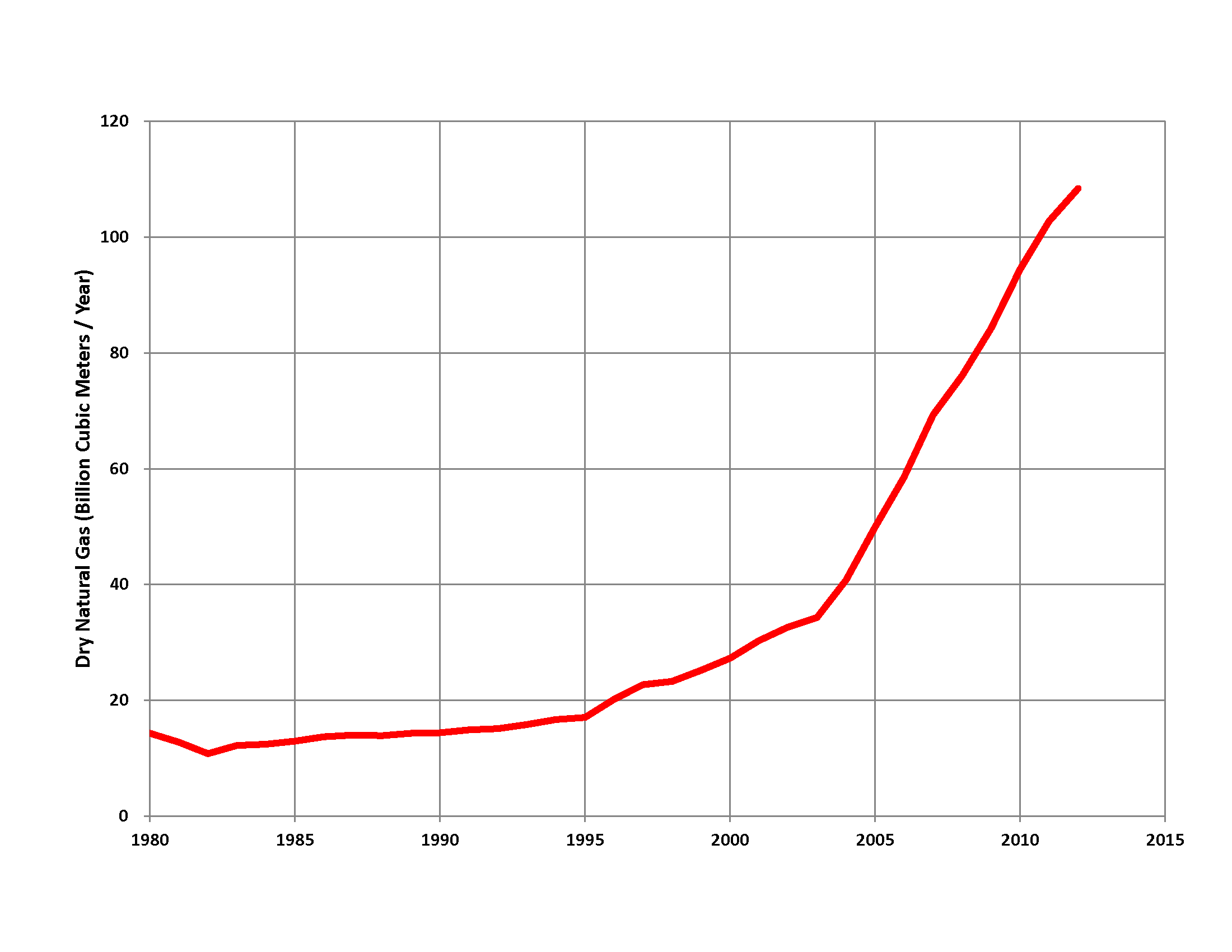
1998——2012年，中国天然气产量

中國中西部地區有六大含油氣盆地，包括塔里木、準噶爾、吐哈、柴達木、鄂爾多斯和四川盆地。此外，自1970年代起，中國於南海及東海開始勘探油氣，並於1990年代起正式開採。
2015年，天然气产量1350亿立方米，天然气进口量614亿立方米，天然气消费量1932亿立方米。
西气东输于2002年7月4日正式動工建設，2004年12月31日正式向上海等地輸氣。

### 可再生能源

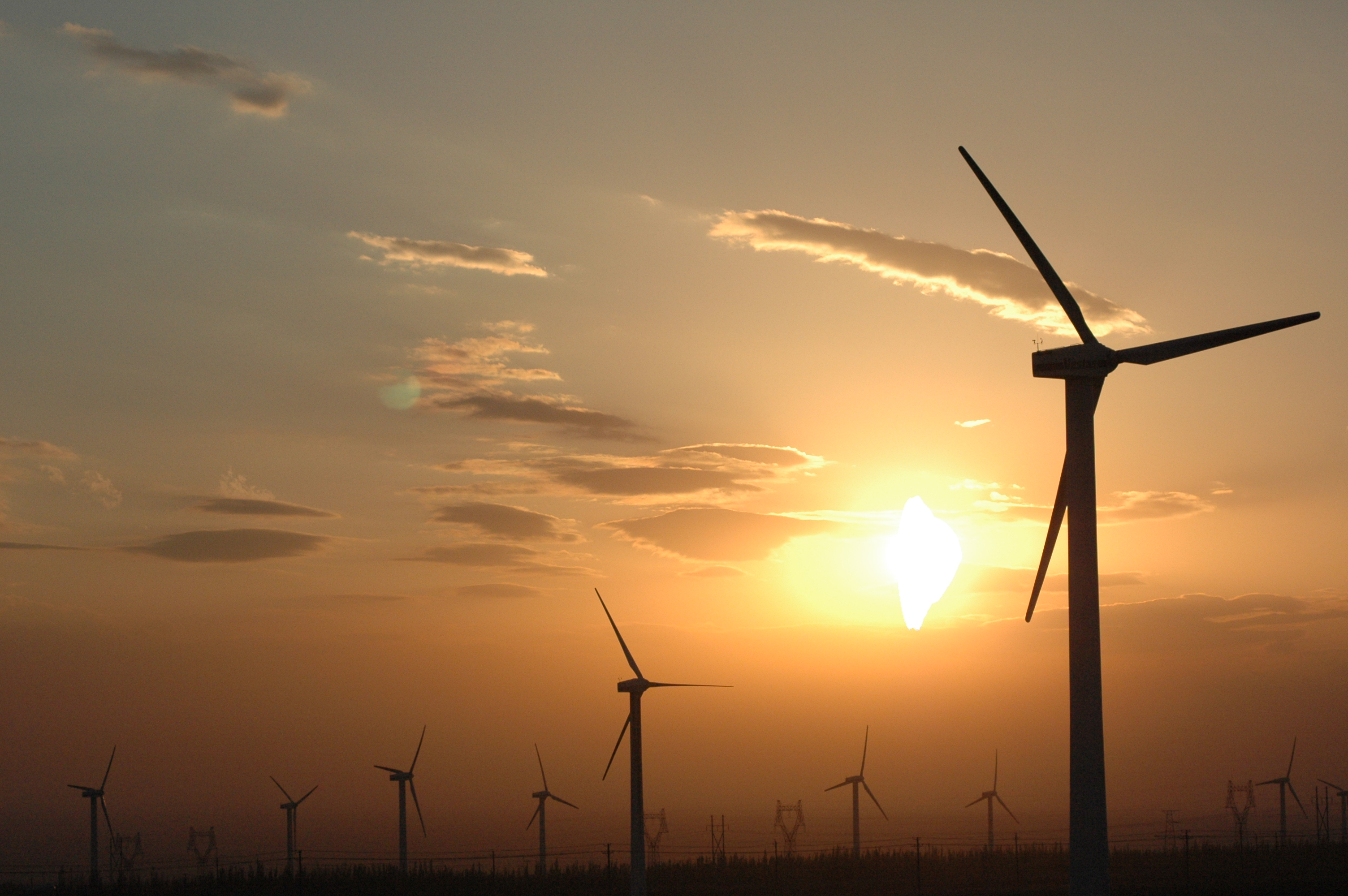
中国新疆的风力发电厂。

中国的可再生能源行业的增长速度超过其化石燃料和核电能力。2015年中国成为世界上最大的光伏发电生产国，装机容量为43 GW。中国还领导世界生产和使用风能和智能电网技术，生产的水电，风能和太阳能几乎等于法国的和德国的发电厂发电的总和。
虽然中国拥有世界上最大的太阳能和风力发电装置，其能源需求如此之大，以至于2013年可再生能源仅提供了其发电量的20％以上，其余大部分由传统煤电设施提供。然而，可再生能源在能源结构中所占的份额从2013年开始逐渐上升，而在2015年后的目标已经是雄心壮志的一步。
2013年，中国的可再生能源总容量为378 GW，主要来自水力发电和风力发电。中国认为可再生能源是能源安全的来源，而不仅仅是减少碳排放。中国国务院2013年9月发布的“中国空气污染防治行动计划”显示，政府希望增加中国能源结构中可再生能源的比例。不像石油，煤和天然气，其供应是有限的并受到地缘政治紧张局势的影响，可再生能源系统可以被建造和被使用，只要有足够的水，风和太阳光。随着中国可再生能源制造业的发展，可再生能源技术的成本大幅下降。虽然创新有所帮助，但降低成本的主要驱动因素是市场扩张。
2021年中国风电和光伏发电总量达中国全社会用电量的11.8%左右，中国的太阳能光伏产业和风电产业在全球具有领先优势，中国是全球最大光伏发电全产业链集群、最大应用市场、最大投资国、最多发明和应用专利和最大产品出口国，截至2022年，中国风电装机总量已连续十年全球排名第一，是全球最大的风电装备制造业基地。
- 中國風力發電：截至2015年底，世界领先的风力发电国家（尽管美国的风力发电量为190 GWh略高于中国的186.3 GWh）[18]是：1.中国 2.美国 3.德国 4.印度 5.西班牙（英语：Wind power in Spain） 和6.英国（英语：Wind power in the United Kingdom），
- 中國生物能源
- 中國太陽能行業：自2005年以来，中国太阳能电池的产量已经增长了100倍。太阳能发电设施：1.中国 2.德国（英语：Solar power in Germany） 3.日本（英语：Solar power in Japan） 4.美国（英语：Solar power in the United States） 5.意大利（英语：Solar power in Italy） 和6.英国（英语：Solar power in the United Kingdom）。
- 中国水电
- 中國核能：截至2017年9月30日，中国大陆投入商业运行的核电机组共有37台。总装机容量35807.16 MWe（额定装机容量）。商运核电机组累计发电量约占全国累计发电量的3.90%。另外，在建的核电机组共有19台。

## 相关单位

### 政府机构
中華人民共和國燃料工業部于1954年9月28日设立，于1955年7月30日撤销，设立煤炭工业部、电力工业部和石油工业部。1988年6月，國務院機構改革，撤銷石油工业部，成立能源部（1993年3月撤銷），作為石油工業的主管部門。
2010年1月22日，國家能源委員會设立，其办公室具体工作由国家能源局承担。

### 科研机构
- 華中科技大學中歐清潔與可再生能源學院

### 能源企业
- 国家电网主要建設和運營中國電網，供應全國電力。2016年，公司位列《財富》世界500強第2，近年開始在菲律賓、巴西、葡萄牙、澳大利亞等國家和地區開展業務[21]。
- 山東能源集團是山东省属国有独资公司，在國內以及加拿大、澳大利亚等國家經營煤炭、风能、核能、太阳能、生物质能等行業[22]。在2012年，被美國財富雜誌全球500強排名為460位[23][24]，2013年，被美國財富雜誌全球500強排名為373位[25]。
- 中國廣核集團至2011年6月30日，拥有在运核电装机503万千瓦，在建核电机组16台，另外还拥有风电、水电、太阳能及其他清洁能源项目。